# Wojownicy krainy Zu
Wojownicy krainy Zu (chiń. upr. 蜀山传; chiń. trad. 蜀山傳; pinyin Shǔ Shān Zhuàn; jyutping Suk6 Saan1 Cyun4) – film przygodowy z gatunku fantastyki, koprodukcja hongkońsko–chińska.

## Fabuła
W obliczu ataków złych mocy, w imię wspólnej sprawy, wojownicy krainy Zu łączą się do wspólnej obrony.